# آیوید
آیوید (به انگلیسی: Iwade) یک روستا و محله مدنی در بریتانیا است که در Swale واقع شده‌است. آیوید ۳٬۰۸۷ نفر جمعیت دارد.